# BNP Paribas Open 2023
BNP Paribas Open 2023 — тенісний турнір, що проходив на кортах з твердим покриттям у місті Індіан-Веллс, США з  6 до 19 березня. Належав до категорій ATP Masters 1000 та  WTA 1000, був турніром серії Indian Wells Open 2023 року.

## Фінальна частина

### Чоловіки, одиночний розряд
Карлос Алькарас —   Данило Медведєв 6–3, 6–2

### Жінки, одиночний розряд
Олена Рибакіна —   Аріна Соболенко 7–6(13–11), 6–4

### Чоловіки, парний розряд
Роган Бопанна /  Меттью Ебден —  Веслі Колгоф /  Ніл Скупскі 6–3, 2–6, [10–8]

### Жінки, парний розряд
Барбора Крейчикова /  Катержина Сінякова —  Беатріс Аддад Мая /  Лаура Зігемунд 6–1, 6–7(3–7), [10–7]